# Alarik II.
Alarik II. (lat. Alaricus), bio je vizigotski kralj od 485. do 507. godine. Alarikovo kraljevstvo je obuhvaćalo cijelu Hispaniju (osim sjeverozapadnog dijela), cijelu Akvitansku Galiju i veliki dio tada još uvijek nepodijeljene Narbonske Galije. Bio je oženjen Tindigotom, nezakonitom kćeri Teodorika Velikog, ostrogotskog kralja.
Godine 486. Alarik II. je uskratio utočište Sijagriju, bivšem soissonskom vladaru, koga je potukao franački kralj Klodvig I. u bitci kod Soissonsa 486. Alarik je uhvatio Sijagrija i predao ga Klodvigu koji ga je potom pogubio.
Alarik II. je bio arijanac, kao i svi drugi vizigotski plemići, ali je dosta ublažio politiku proganjanja kršćana koju je prakticirao njegov otac Eurik, čak im je odobrio i održavanje sabora 506. godine u Agdu. Bio je u zategnutim odnosima s biskupima iz Arelata (današnji Arles). Cezarije, biskup od Arelata, bio je osumnjičen da kuje urotu kako bi predao Arelatu Burgundima čiji je kralj bio oženjen sestrom franačkog kralja Klodviga. Alarik je protjerao Cezarija u Bordeaux u Akvitaniji, a potom mu dozvolio i povratak nakon što je prošla kriza.
Poznat je i po tome što je naredio pravljenje rekompilacije rimskih zakona i proglasa za svoje "rimske" podanike. Ovaj zakonik je poznat kao Alarikov zakonik ili Alarikov brevijar (lat. Breviarium Alaricianum).
Poginuo je u bitci kod Vouilléa 507. godine u kojoj su Vizigoti izgubili od Franaka koje je predvodio Klodvig. Ova bitka je označila kraj vizigotskog kraljevstva u Tolosi i povlačenje Vizigota dublje u Hispaniju, kao i kasnije premještanje vizigotske prijestolnice iz Tolose u Toledo. Od galskih posjeda, Vizgoti su još jedino zadržali Septimaniju, zapadni dio Narbonske Galije, koja otprilike odgovara današnjoj francuskoj pokrajini Languedoc-Roussillon.
Alarika je naslijedio njegov izvanbračni sin Gesalek jer je njegov zakoniti sin, Amalarik, tada bio maloljetan.